# کلاته مره‌ای
کلاته مُره‌ای، در بخش مرکزی شهرستان سرخس در استان خراسان رضوی قرار دارد و در جنوب شهر سرخس و در غرب حاشیه رودخانه تجن قرار دارد. بر اساس سرشماری سال ۱۳۸۵ جمعیت آن (۷۰ خانوار) ۳۲۴ نفر است..
ساکنین این کلاته تیره‌های مختلفی ازبلوچ ها می‌باشند که همه ی آنها از طایفه مره ای و هستند،تشکیل شده است. شغل اصلی آنها کشاورزی و دامداری است. سرفراز خان مره ای از روستایی زهک شهرستان زابل به این مکان کوچ کرده و بنیان گذار این روستا میباشد که ثبت احوال نام این روستا را از فامیل بزرگوار ایشان گرفته است. ثابقه سکونتی این ولایت ب بالایه 120 سال میرسد